# Monreal del Llano
Monreal del Llano é um município da Espanha, na província de Cuenca, comunidade autônoma de Castela-Mancha. Tem 39 km² de área e em 2021 tinha 52 habitantes (densidade: 1,3 hab./km²). Limita com os municípios de Belmonte, Los Hinojosos, Osa de la Vega, El Pedernoso e Santa María de los Llanos.